# 水中コイン落とし
水中コイン落とし（すいちゅうコインおとし）とはゲームの一種で、縁日や祭りなどでよく遊ばれる。

## ルール
水で満たした深めの水槽の中にお椀や皿を予め沈めておき、客は何枚かの硬貨やメダルを手渡される。そして水槽の上から硬貨を落として、コインがお椀の中に入った数を競う。硬貨を水の中から落とすのは反則である場合も少なくない（比較的簡単になるため）。また、派生型として、硬貨やメダルを箸を使って落とすこともある。
一見簡単そうに見えるが、水槽の中が水で満たされているため、コインが浮力などの力と関係しあって不規則な動きを見せる。そのためお椀の大きさや水槽の深さによるが、狙ったところに落とすのは難しい。水の影響をなるべく減らすためには、コインを水面に対して垂直に落とすのがベストだが、人間が落とすとブレが生じてしまうため、よほどうまく出来る人でない限り狙うというよりも運任せな部分も大きい。

## 必要なもの
このゲームは必要なものが少なく、動力も必要ないため、規模の小さな祭り（子ども会や小学校の学園祭など）でも多く遊ばれている。
- 水槽 一般には深ければ深いほど難易度は高くなる。また、当然ながら透明で客に結果が見えるのが望ましい。ゆえに金魚すくいなどの水槽ではベストとは言いがたい。
- コイン 当然ながら水に浮かんでしまうものは使用できない。また、水につけるため、錆びにくい素材のものが良い。一円玉など軽い硬貨の方が難易度は高い。水槽の中で毎回回収するのは時間がかかるので多めに用意しておく方が良い
- お椀 口の面積が大きい方が難易度は低い。また、深い方が結果はわかりやすいが、皿などでも代用できる。